# Martin Hugo Löb
Martin Hugo Löb (31 de março de 1921 – 21 de agosto de 2006) foi um matemático alemão. Especializou-se em lógica matemática no Reino Unido, local para onde foi após a Segunda Guerra Mundial. Mudou-se para a Holanda nos anos 1970, onde permaneceu durante sua aposentadoria. É provavelmente mais conhecido por ter formulado o teorema de Löb em 1955.

## Juventude e estudos
Löb cresceu em Berlim, mas escapou dos nazistas e chegou ao Reino Unido pouco antes da eclosão da Segunda Guerra Mundial. Como um inimigo, ele foi deportado para um campo de concentração em Hay na Austrália em 1940, onde, com 19 anos de idade, Löb teve aulas de matemática com outros internos. Seu professor, Felix Behrend, foi mais tarde professor na Universidade de Melbourne.
Löb foi autorizado a voltar para o Reino Unido em 1943, e estudou na Universidade de Londres depois da guerra. Após a graduação, ele se tornou um pesquisadpr com Reuben Goodstein na Universidade de Leicester. Ele completou o seu PhD e tornou-se professor assistente na Universidade de Leeds em 1951, onde permaneceria por 20 anos e, finalmente, professor de Lógica Matemática de 1967 a 1970. Ele criou o grupo de estudos de lógica matemática de Leeds, tornando-se um dos principais centros no Reino Unido. Löb fez pesquisas sobre teoria da prova, lógica modal e teoria da computabilidade. Ele formulou o teorema de Löb em 1955, como uma versão formal do paradoxo de Löb, semelhante ao teorema da incompletude de Gödel.
A esposa de Löb, Caroline, era holandesa. Tiveram duas filhas juntos. Löb mudou-se para tornar-se um professor da Universidade de Amsterdam no início de 1970. Ele permaneceu na Universidade de Amsterdam até que se aposentou. Ele então se mudou para Annen, onde morreu mais tarde.